# 中日友好梦想双人围棋比赛
中日友好梦想双人围棋比赛，为纪念中日邦交正常化50周年由日本主办。该比赛也是“2022双人围棋世界杯 JAPAN”的主要赛事。
2022年3月18日（13时）：王星昊&唐嘉雯 胜 关航太郎&仲邑堇
3月19日（11：30）：周泓余&丁浩 胜 奥田彩&村川大介
3月19日（15时）：於之莹&柯洁 胜 藤泽里菜&井山裕太
3月20日（15时）：张璇&聂卫平 负 小林泉美&小林光一